# Run-D.M.C./Diskografie
Diese Diskografie ist eine Übersicht über die musikalischen Werke der US-amerikanischen Hip-Hop-Band Run-D.M.C. Den Schallplattenauszeichnungen zufolge hat sie bisher mehr als 14,4 Millionen Tonträger verkauft. Ihre erfolgreichste Veröffentlichung ist das dritte Studioalbum Raising Hell mit über 3,1 Millionen verkauften Einheiten.

## Alben

### Studioalben
| Jahr | Titel Musiklabel                           | Höchstplatzierung, Gesamtwochen, AuszeichnungChartplatzierungen (Jahr, Titel, Musiklabel, Platzierungen, Wochen, Auszeichnungen, Anmerkungen) | Höchstplatzierung, Gesamtwochen, AuszeichnungChartplatzierungen (Jahr, Titel, Musiklabel, Platzierungen, Wochen, Auszeichnungen, Anmerkungen) | Höchstplatzierung, Gesamtwochen, AuszeichnungChartplatzierungen (Jahr, Titel, Musiklabel, Platzierungen, Wochen, Auszeichnungen, Anmerkungen) | Höchstplatzierung, Gesamtwochen, AuszeichnungChartplatzierungen (Jahr, Titel, Musiklabel, Platzierungen, Wochen, Auszeichnungen, Anmerkungen) | Höchstplatzierung, Gesamtwochen, AuszeichnungChartplatzierungen (Jahr, Titel, Musiklabel, Platzierungen, Wochen, Auszeichnungen, Anmerkungen) | Anmerkungen                                                 |
| Jahr | Titel Musiklabel                           | DE | AT | CH | UK | US | Anmerkungen                                                 |
| ---- | ------------------------------------------ | --- | --- | --- | --- | --- | ----------------------------------------------------------- |
| 1984 | Run-D.M.C. Profile Records (Pro)           | — | — | — | — | US53 Gold · (65 Wo.)US | Erstveröffentlichung: 27. März 1984 Verkäufe: + 500.000     |
| 1985 | King of Rock Profile Records (Pro)         | — | — | — | — | US52 Platin · (56 Wo.)US | Erstveröffentlichung: 15. Januar 1985 Verkäufe: + 1.000.000 |
| 1986 | Raising Hell Profile Records (Pro)         | DE49 (5 Wo.)DE | — | — | UK41 Silber · (26 Wo.)UK | US3 ×3Dreifachplatin · (71 Wo.)US | Erstveröffentlichung: 15. Mai 1986 Verkäufe: + 3.170.000    |
| 1988 | Tougher Than Leather Profile Records (Pro) | DE46 (7 Wo.)DE | — | CH28 (3 Wo.)CH | UK13 (5 Wo.)UK | US9 Platin · (29 Wo.)US | Erstveröffentlichung: 17. Mai 1988 Verkäufe: + 1.050.000    |
| 1990 | Back from Hell Profile Records (Pro)       | — | — | — | — | US81 (15 Wo.)US | Erstveröffentlichung: 16. Oktober 1990                      |
| 1993 | Down with the King Profile Records (Pro)   | DE60 (8 Wo.)DE | — | — | UK44 (2 Wo.)UK | US7 Gold · (16 Wo.)US | Erstveröffentlichung: 4. Mai 1993 Verkäufe: + 550.000       |
| 2001 | Crown Royal Arista Records (BMG)           | DE39 (5 Wo.)DE | AT51 (4 Wo.)AT | CH40 (5 Wo.)CH | — | US37 (6 Wo.)US | Erstveröffentlichung: 3. April 2001                         |

### Kompilationen
| Jahr | Titel Musiklabel | Höchstplatzierung, Gesamtwochen, AuszeichnungChartplatzierungen (Jahr, Titel, Musiklabel, Platzierungen, Wochen, Auszeichnungen, Anmerkungen) | Höchstplatzierung, Gesamtwochen, AuszeichnungChartplatzierungen (Jahr, Titel, Musiklabel, Platzierungen, Wochen, Auszeichnungen, Anmerkungen) | Höchstplatzierung, Gesamtwochen, AuszeichnungChartplatzierungen (Jahr, Titel, Musiklabel, Platzierungen, Wochen, Auszeichnungen, Anmerkungen) | Höchstplatzierung, Gesamtwochen, AuszeichnungChartplatzierungen (Jahr, Titel, Musiklabel, Platzierungen, Wochen, Auszeichnungen, Anmerkungen) | Höchstplatzierung, Gesamtwochen, AuszeichnungChartplatzierungen (Jahr, Titel, Musiklabel, Platzierungen, Wochen, Auszeichnungen, Anmerkungen) | Anmerkungen                                                  |
| Jahr | Titel Musiklabel | DE | AT | CH | UK | US | Anmerkungen                                                  |
| ---- | --- | --- | --- | --- | --- | --- | ------------------------------------------------------------ |
| 1991 | Together Forever: Greatest Hits 1983–1991 auch bekannt als: Together Forever: Greatest Hits 1983–1998 Profile Records (Pro) | DE35 (13 Wo.)DE | — | — | UK31 a (3 Wo.)UK | US199 (1 Wo.)US | Erstveröffentlichung: 5. November 1991                       |
| 2002 | Greatest Hits Arista Records (BMG)                                                                                          | — | — | — | UK15 Gold · (9 Wo.)UK | US117 (3 Wo.)US | Erstveröffentlichung: 10. September 2002 Verkäufe: + 100.000 |
| 2002 | High Profile: The Original Rhymes Arista Records (BMG)                                                                      | — | — | — | — | — | Erstveröffentlichung: 11. November 2002                      |
| 2008 | The Best Of Arista Records (Sony BMG)                                                                                       | — | — | — | — | — | Erstveröffentlichung: 11. Januar 2008                        |
| 2010 | Greatest Hits Arista Records (Sony)                                                                                         | — | — | — | — | — | Erstveröffentlichung: 22. Januar 2010                        |
| 2011 | Walk This Way – The Best of Run-DMC Arista Records (Sony)                                                                   | — | — | — | — | — | Erstveröffentlichung: 3. Mai 2011                            |

## Singles

### Als Leadmusiker
| Jahr | Titel Album                                              | Höchstplatzierung, Gesamtwochen, AuszeichnungChartplatzierungen (Jahr, Titel, Album, Platzierungen, Wochen, Auszeichnungen, Anmerkungen) | Höchstplatzierung, Gesamtwochen, AuszeichnungChartplatzierungen (Jahr, Titel, Album, Platzierungen, Wochen, Auszeichnungen, Anmerkungen) | Höchstplatzierung, Gesamtwochen, AuszeichnungChartplatzierungen (Jahr, Titel, Album, Platzierungen, Wochen, Auszeichnungen, Anmerkungen) | Höchstplatzierung, Gesamtwochen, AuszeichnungChartplatzierungen (Jahr, Titel, Album, Platzierungen, Wochen, Auszeichnungen, Anmerkungen) | Höchstplatzierung, Gesamtwochen, AuszeichnungChartplatzierungen (Jahr, Titel, Album, Platzierungen, Wochen, Auszeichnungen, Anmerkungen) | Anmerkungen                                                                         |
| Jahr | Titel Album                                              | DE | AT | CH | UK | US | Anmerkungen                                                                         |
| ---- | -------------------------------------------------------- | --- | --- | --- | --- | --- | ----------------------------------------------------------------------------------- |
| 1983 | It’s Like That Run-D.M.C.                                | — | — | — | — | — | Erstveröffentlichung: 12. März 1983                                                 |
| 1984 | Rock Box Run-D.M.C.                                      | — | — | — | — | — | Erstveröffentlichung: März 1984                                                     |
| 1984 | 30 Days Run-D.M.C.                                       | — | — | — | — | — | Erstveröffentlichung: Juli 1984                                                     |
| 1984 | Hollis Crew Run-D.M.C.                                   | — | — | — | — | — | Erstveröffentlichung: September 1984                                                |
| 1985 | King of Rock                                             | — | — | — | UK80 (3 Wo.)UK | — | Erstveröffentlichung: Februar 1985                                                  |
| 1985 | You Talk Too Much King of Rock                           | — | — | — | — | — | Erstveröffentlichung: 29. April 1985                                                |
| 1985 | Jam-Master Jammin’ King of Rock                          | — | — | — | — | — | Erstveröffentlichung: September 1985                                                |
| 1985 | Can You Rock It Like This King of Rock                   | — | — | — | — | — | Erstveröffentlichung: Dezember 1985                                                 |
| 1986 | My Adidas Raising Hell                                   | — | — | — | UK62 (4 Wo.)UK | — | Erstveröffentlichung: Mai 1986                                                      |
| 1986 | Walk This Way Raising Hell                               | DE13 Gold · (13 Wo.)DE | AT26 (2 Wo.)AT | CH9 (7 Wo.)CH | UK8 Platin · (12 Wo.)UK | US4 Platin · (16 Wo.)US | Erstveröffentlichung: 4. Juli 1986 Verkäufe: + 2.010.000; feat. Aerosmith           |
| 1986 | You Be Illin’ Raising Hell                               | — | — | — | UK42 (4 Wo.)UK | US29 (18 Wo.)US | Erstveröffentlichung: Oktober 1986                                                  |
| 1987 | It’s Tricky Raising Hell                                 | DE28 (11 Wo.)DE | — | — | UK16 Gold · (9 Wo.)UK | US57 ×2Doppelplatin · (10 Wo.)US | Erstveröffentlichung: Februar 1987 Verkäufe: + 2.430.000                            |
| 1987 | Christmas in Hollis A Very Special Christmas (Sampler)   | — | — | — | UK56 (4 Wo.)UK | — | Erstveröffentlichung: Dezember 1987                                                 |
| 1988 | I’m Not Going Out Like That Tougher Than Leather         | — | — | — | — | — | Erstveröffentlichung: 24. Januar 1988                                               |
| 1988 | Mary, Mary Tougher Than Leather                          | — | — | — | UK86 (2 Wo.)UK | US75 (6 Wo.)US | Erstveröffentlichung: 8. März 1988                                                  |
| 1988 | Run’s House Tougher Than Leather                         | — | — | — | UK37 (4 Wo.)UK | — | Erstveröffentlichung: 15. April 1988                                                |
| 1989 | Ghostbusters Back from Hell                              | — | — | — | UK65 (2 Wo.)UK | — | Erstveröffentlichung: August 1989 Original: Ray Parker Jr.                          |
| 1990 | What’s It All About Back from Hell                       | — | — | — | UK48 (3 Wo.)UK | — | Erstveröffentlichung: 14. November 1990                                             |
| 1991 | Faces Back from Hell                                     | — | — | — | — | — | Erstveröffentlichung: 11. März 1991                                                 |
| 1993 | Down with the King                                       | — | — | — | UK69 (2 Wo.)UK | US21 Gold · (17 Wo.)US | Erstveröffentlichung: 2. März 1993 Verkäufe: + 500.000; feat. Pete Rock & CL Smooth |
| 1993 | Ooh, Whatcha Gonna Do Down with the King                 | — | — | — | — | — | Erstveröffentlichung: 1. Juli 1993                                                  |
| 1997 | It’s Like That Together Forever: Greatest Hits 1983–1998 | DE1 ×3Dreifachgold · (27 Wo.)DE | AT2 Gold · (23 Wo.)AT | CH1 Platin · (28 Wo.)CH | UK1 ×3Dreifachplatin · (27 Wo.)UK | — | Erstveröffentlichung: 29. Juli 1997 Verkäufe: + 3.186.495; vs. Jason Nevins         |
| 1998 | (It’s) Tricky Together Forever: Greatest Hits 1983–1998  | DE23 (9 Wo.)DE | AT11 (9 Wo.)AT | CH22 (6 Wo.)CH | UK74 (6 Wo.)UK | — | Erstveröffentlichung: 30. März 1998 vs. Jason Nevins                                |
| 2001 | Rock Show Crown Royal                                    | — | — | — | — | — | Erstveröffentlichung: 15. Mai 2001 feat. Stephan Jenkins                            |
| 2003 | It’s Tricky 2003 –                                       | — | — | — | UK20 (4 Wo.)UK | — | Erstveröffentlichung: 7. April 2003 feat. Jacknife Lee                              |

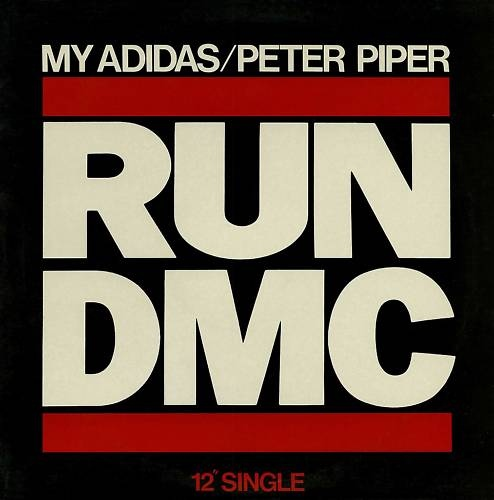
Frontcover zu My Adidas

### Als Gastmusiker
| Jahr | Titel Album    | Höchstplatzierung, Gesamtwochen, AuszeichnungChartplatzierungen (Jahr, Titel, Album, Platzierungen, Wochen, Auszeichnungen, Anmerkungen) | Höchstplatzierung, Gesamtwochen, AuszeichnungChartplatzierungen (Jahr, Titel, Album, Platzierungen, Wochen, Auszeichnungen, Anmerkungen) | Höchstplatzierung, Gesamtwochen, AuszeichnungChartplatzierungen (Jahr, Titel, Album, Platzierungen, Wochen, Auszeichnungen, Anmerkungen) | Höchstplatzierung, Gesamtwochen, AuszeichnungChartplatzierungen (Jahr, Titel, Album, Platzierungen, Wochen, Auszeichnungen, Anmerkungen) | Höchstplatzierung, Gesamtwochen, AuszeichnungChartplatzierungen (Jahr, Titel, Album, Platzierungen, Wochen, Auszeichnungen, Anmerkungen) | Anmerkungen                                                                           |
| Jahr | Titel Album    | DE | AT | CH | UK | US | Anmerkungen                                                                           |
| ---- | -------------- | --- | --- | --- | --- | --- | ------------------------------------------------------------------------------------- |
| 1985 | Sun City       | DE17 (13 Wo.)DE | AT30 (2 Wo.)AT | CH7 (10 Wo.)CH | UK21 (9 Wo.)UK | US38 (13 Wo.)US | Erstveröffentlichung: 18. November 1985 als Teil von Artists United Against Apartheid |
| 1986 | King Holiday – | — | — | — | — | — | Erstveröffentlichung: 13. Januar 1986 als Teil von King Dream Chorus & Holiday Crew   |

## Videoalben und Musikvideos

### Videoalben
| Jahr | Titel Musiklabel                                               | Anmerkungen                             |
| ---- | -------------------------------------------------------------- | --------------------------------------- |
| 2000 | Together Forever: Greatest Hits 1983–2000 Arista Records (BMG) | Erstveröffentlichung: 12. Dezember 2000 |

### Musikvideos
| Jahr | Titel                                   | Regie                                   |
| ---- | --------------------------------------- | --------------------------------------- |
| 1984 | Rock Box                                | Steve Kahn                              |
| 1985 | You Talk Too Much                       | Amos Poe                                |
| 1985 | Sun City                                | Lol Creme, Jonathan Demme, Kevin Godley |
| 1985 | King of Rock                            | Joe Butt                                |
| 1986 | Walk This Way                           | Jon Small                               |
| 1987 | It’s Tricky                             | Jon Small                               |
| 1987 | Christmas in Hollis                     | Michael Holman                          |
| 1988 | Run’s House                             | Peter Lauer                             |
| 1988 | Mary, Mary                              | Jon Small                               |
| 1988 | Beats to the Rhyme                      | Pamela Birkhead                         |
| 1990 | Pause                                   | Pam Thomas                              |
| 1990 | The Ave                                 | Chica Bruce                             |
| 1990 | Faces                                   | Yule Caise                              |
| 1993 | Down with the King                      | Marcus Raboy                            |
| 1997 | Get with Da Wickedness (Flow Like That) | Dwayne Coles                            |
| 1998 | It’s Tricky                             | Marcus Sternberg                        |
| 1999 | Krush Groove 1                          | Ben Dempsey, Joe Dempsey                |
| 2001 | Rock Show                               | Dave Meyers                             |
| 2001 | Together Forever                        | Bryan Barber                            |

## Promoveröffentlichungen
| Jahr | Titel Album                                                                         | Anmerkungen                                             |
| ---- | ----------------------------------------------------------------------------------- | ------------------------------------------------------- |
| 1983 | Hard Times Run-D.M.C.                                                               | Erstveröffentlichung: Dezember 1983                     |
| 1985 | Here We Go (Live at the Funhouse) Rap 2 (Sampler)                                   | Erstveröffentlichung: 1985                              |
| 1988 | Papa Crazy Tougher Than Leather                                                     | Erstveröffentlichung: 1988                              |
| 1994 | Can I Get It, Yo Down with the King                                                 | Erstveröffentlichung: 1994 feat. EPMD                   |
| 1999 | It’s Over Crown Royal                                                               | Erstveröffentlichung: 1999 feat. Jermaine Dupri         |
| 1999 | Simmons Incorporated Crown Royal                                                    | Erstveröffentlichung: 1999 feat. Method Man             |
| 2000 | It’s Like That Y’all Chocolate Starfish and the Hot Dog Flavored Water (Bonus Disc) | Erstveröffentlichung: 2000 Limp Bizkit feat. Run-D.M.C. |
| 2001 | Let's Stay Together (Together Forever) Crown Royal                                  | Erstveröffentlichung: 2001 feat. Jagged Edge            |

## Sonderveröffentlichungen

### Alben
| Jahr | Titel Musiklabel                                        | Anmerkungen                                                           |
| ---- | ------------------------------------------------------- | --------------------------------------------------------------------- |
| 2007 | Live at Montreux 2001 Eagle Rock Entertainment (Phonag) | Erstveröffentlichung: 30. März 2007 Teil der „Live-at-Montreux“-Reihe |

| Jahr | Titel Musiklabel                                              | Anmerkungen                                                               |
| ---- | ------------------------------------------------------------- | ------------------------------------------------------------------------- |
| 2003 | Ultimate Run DMC Arista Records (BMG)                         | Erstveröffentlichung: 28. Oktober 2003 Teil der „BMG-Heritage“-Reihe      |
| 2004 | Artist Collection: Run DMC Arista Records (BMG)               | Erstveröffentlichung: 12. Oktober 2004 Teil der „Artist-Collection“-Reihe |
| 2006 | King of Rock + Tougher Than Leather Arista Records (Sony BMG) | Erstveröffentlichung: 28. August 2006 Teil der „2-Original-Albums“-Reihe  |
| 2006 | Collections Arista Records (Sony BMG)                         | Erstveröffentlichung: 21. November 2006 Teil der „Collections“-Reihe      |
| 2007 | Super Hits Sony Music (Sony BMG)                              | Erstveröffentlichung: 25. September 2007 Teil der „Super-Hits“-Reihe      |
| 2008 | Run-D.M.C./King of Rock Legacy Records (Sony)                 | Erstveröffentlichung: 5. August 2008 Teil der „2-Classic-Albums“-Reihe    |
| 2009 | Playlist: The Very Best of Run-DMC Arista Records (Sony)      | Erstveröffentlichung: 13. Januar 2009 Teil der „Playlist“-Reihe           |
| 2011 | S.O.U.L. Sony Music (Sony BMG)                                | Erstveröffentlichung: 22. Februar 2011 Teil der „S.O.U.L.“-Reihe          |
| 2012 | The Essential Arista Records • Legacy Records (Sony)          | Erstveröffentlichung: 22. Oktober 2012 Teil der „The-Essential“-Reihe     |

| Jahr | Titel Musiklabel                                               | Anmerkungen                                                                       |
| ---- | -------------------------------------------------------------- | --------------------------------------------------------------------------------- |
| 2008 | Run-D.M.C. Slipcase Arista Records (Sony BMG)                  | Erstveröffentlichung: 30. September 2008 Teil der „Original-Album-Classics“-Reihe |
| 2010 | The Music of Run-D.M.C. Arista Records • Legacy Records (Sony) | Erstveröffentlichung: 25. Mai 2010 Teil der „The Box Set Series“-Reihe            |
| 2014 | The Box Set Series Arista Records • Legacy Records (Sony)      | Erstveröffentlichung: 28. Januar 2014 Teil der „The-Box-Set-Series“-Reihe         |

### Lieder
| Jahr | Titel Album                                                                         | Anmerkungen                                                                             |
| ---- | ----------------------------------------------------------------------------------- | --------------------------------------------------------------------------------------- |
| 1984 | 8 Million Stories Ego Trip                                                          | Erstveröffentlichung: 10. August 1984 Kurtis Blow feat. Run-D.M.C.                      |
| 1991 | Heal Yourself Civilization vs. Technology                                           | Erstveröffentlichung: 20. September 1991 H.E.A.L. feat. Verschiedene Interpreten        |
| 2000 | It’s Like That Y’all Chocolate Starfish and the Hot Dog Flavored Water (Bonus Disc) | Erstveröffentlichung: 16. Oktober 2000 Limp Bizkit feat. Run-D.M.C.                     |
| 2020 | Public Enemy Number Won What You Gonna Do When the Grid Goes Down?                  | Erstveröffentlichung: 25. September 2020 Public Enemy feat. Adrock, Mike D & Run-D.M.C. |

| Jahr | Titel Album                                                                                   | Anmerkungen                                                                                |
| ---- | --------------------------------------------------------------------------------------------- | ------------------------------------------------------------------------------------------ |
| 1985 | Here We Go (Live at the Funhouse) Rap 2                                                       | Erstveröffentlichung: 1985                                                                 |
| 1985 | Sun City                                                                                      | Erstveröffentlichung: 7. Dezember 1985 als Teil von Artists United Against Apartheid       |
| 1987 | Christmas in Hollis A Very Special Christmas                                                  | Erstveröffentlichung: 13. Oktober 1987                                                     |
| 1993 | Bounce The Beavis and Butt-Head Experience                                                    | Erstveröffentlichung: 23. November 1993                                                    |
| 1998 | Greatest Hits Medley (Live @ Alcatraz Concert) Breaking Out: The Alcatraz Concert             | Erstveröffentlichung: 27. Oktober 1998                                                     |
| 1999 | Christmas in Hollis (Live @ A Very Special Christmas) A Very Special Christmas Live           | Erstveröffentlichung: 19. Oktober 1999                                                     |
| 1999 | Santa Claus Is Coming to Town (Live @ A Very Special Christmas) A Very Special Christmas Live | Erstveröffentlichung: 19. Oktober 1999 mit Verschiedene Interpreten; Original: Harry Reser |
| 2004 | King of Rock (Live @ Live Aid) Live Aid                                                       | Erstveröffentlichung: 8. November 2004                                                     |

| Jahr | Titel Soundtrack                                                      | Anmerkungen                                                              |
| ---- | --------------------------------------------------------------------- | ------------------------------------------------------------------------ |
| 1985 | Krush Groovin’ Krush Groove                                           | Erstveröffentlichung: Oktober 1985 mit Kurtis Blow, Sheila E. & Fat Boys |
| 1989 | Ghostbusters Ghostbusters II                                          | Erstveröffentlichung: 26. Mai 1989 Original: Ray Parker Jr.              |
| 1993 | Me, Myself & My Microphone Judgment Night – Zum Töten verurteilt      | Erstveröffentlichung: 14. September 1993 mit Living Colour               |
| 1995 | Peter Piper Party Girl                                                | Erstveröffentlichung: 13. Juni 1995                                      |
| 1998 | It’s Tricky Ich kann’s kaum erwarten!                                 | Erstveröffentlichung: 26. Mai 1998                                       |
| 1999 | It’s Like That FIFA 2000                                              | Erstveröffentlichung: 22. November 1999 vs. Jason Nevins                 |
| 2000 | The Kings WWF Aggression                                              | Erstveröffentlichung: 21. März 2000                                      |
| 2000 | King of Rock Ready to Rumble                                          | Erstveröffentlichung: 11. April 2000                                     |
| 2000 | It’s Tricky Road Trip                                                 | Erstveröffentlichung: 23. Mai 2000                                       |
| 2001 | Tougher Than Leather Jay und Silent Bob schlagen zurück               | Erstveröffentlichung: 7. August 2001                                     |
| 2002 | It’s Tricky (K-Rec Remix) SSX Tricky                                  | Erstveröffentlichung: 12. Februar 2002                                   |
| 2002 | Rock Box Grand Theft Auto: Vice City                                  | Erstveröffentlichung: 29. Oktober 2002                                   |
| 2008 | Rock Box Shaun White Snowboarding                                     | Erstveröffentlichung: 18. November 2008                                  |
| 2012 | Sucker M.C.’s (Krush-Groove 1) Something from Nothing: The Art of Rap | Erstveröffentlichung: 13. Juli 2012                                      |
| 2012 | It’s Like That Keith Lemon – Der Film                                 | Erstveröffentlichung: 20. August 2012                                    |
| 2017 | It’s Like That T2 Trainspotting                                       | Erstveröffentlichung: 3. März 2017 vs. Jason Nevins                      |
| 2023 | My Adidas Air: Der große Wurf                                         | Erstveröffentlichung: 5. April 2023                                      |

### Videoalben
| Jahr | Titel Musiklabel                                     | Anmerkungen                                                           |
| ---- | ---------------------------------------------------- | --------------------------------------------------------------------- |
| 2003 | Ultimate Run DMC Arista Records (BMG)                | Erstveröffentlichung: 28. Oktober 2003 Teil der „BMG-Heritage“-Reihe  |
| 2007 | Live at Montreux 2001 Eagle Rock Entertainment (ERE) | Erstveröffentlichung: 30. März 2007 Teil der „Live-at-Montreux“-Reihe |

## Statistik

### Chartauswertung
|                     | DE    | AT    | CH    | UK    | US    |
| ------------------- | ----- | ----- | ----- | ----- | ----- |
| Nummer-eins-Alben   | DE—DE | AT—AT | CH—CH | UK—UK | US—US |
| Top-10-Alben        | DE—DE | AT—AT | CH—CH | UK—UK | US3US |
| Alben in den Charts | DE5DE | AT1AT | CH2CH | UK5UK | US9US |

|                       | DE    | AT    | CH    | UK     | US    |
| --------------------- | ----- | ----- | ----- | ------ | ----- |
| Nummer-eins-Singles   | DE1DE | AT—AT | CH1CH | UK1UK  | US—US |
| Top-10-Singles        | DE1DE | AT1AT | CH3CH | UK2UK  | US1US |
| Singles in den Charts | DE5DE | AT4AT | CH4CH | UK15UK | US6US |

### Auszeichnungen für Musikverkäufe
| Goldene Schallplatte - Finnland - 1998: für die Single It’s Like That - Frankreich - 1998: für die Single It’s Like That - Kanada - 1986: für die Single Walk This Way - 1988: für das Album Tougher Than Leather - 1993: für das Album Down with the King - Neuseeland - 1987: für das Album Raising Hell - 1987: für die Single Walk This Way - Spanien - 2024: für die Single Walk This Way | Platin-Schallplatte - Belgien - 1998: für die Single It’s Like That - Italien - 2021: für die Single Walk This Way - Kanada - 1987: für das Album Raising Hell - Neuseeland - 1998: für die Single It’s Like That - 2022: für die Single It’s Tricky - Niederlande - 1997: für die Single It’s Like That - Schweden - 1998: für die Single It’s Like That | 2× Platin-Schallplatte - Australien - 1998: für die Single It’s Like That |

Anmerkung: Auszeichnungen in Ländern aus den Charttabellen bzw. Chartboxen sind in ebendiesen zu finden.
| Land/RegionAuszeichnungen für Musikverkäufe (Land/Region, Auszeichnungen, Verkäufe, Quellen) | Silber  | Gold       | Platin       | Verkäufe  | Quellen                       |
| -------------------------------------------------------------------------------------------- | ------- | ---------- | ------------ | --------- | ----------------------------- |
| Australien (ARIA)                                                                            | —       | —          | 2× Platin2   | 140.000   | aria.com.au                   |
| Belgien (BRMA)                                                                               | —       | —          | Platin1      | 50.000    | ultratop.be                   |
| Deutschland (BVMI)                                                                           | —       | 2× Gold2   | Platin1      | 1.000.000 | musikindustrie.de             |
| Finnland (IFPI)                                                                              | —       | Gold1      | —            | 6.495     | ifpi.fi                       |
| Frankreich (SNEP)                                                                            | —       | Gold1      | —            | 250.000   | snepmusique.com               |
| Italien (FIMI)                                                                               | —       | —          | Platin1      | 70.000    | fimi.it                       |
| Kanada (MC)                                                                                  | —       | 3× Gold3   | Platin1      | 250.000   | musiccanada.com               |
| Neuseeland (RMNZ)                                                                            | —       | 2× Gold2   | 2× Platin2   | 60.000    | aotearoamusiccharts.co.nz NZ2 |
| Niederlande (NVPI)                                                                           | —       | —          | Platin1      | 75.000    | nvpi.nl                       |
| Österreich (IFPI)                                                                            | —       | Gold1      | —            | 25.000    | ifpi.at                       |
| Schweden (IFPI)                                                                              | —       | —          | Platin1      | 30.000    | sverigetopplistan.se          |
| Schweiz (IFPI)                                                                               | —       | —          | Platin1      | 50.000    | hitparade.ch                  |
| Spanien (Promusicae)                                                                         | —       | Gold1      | —            | 30.000    | elportaldemusica.es           |
| Vereinigte Staaten (RIAA)                                                                    | —       | 3× Gold3   | 8× Platin8   | 9.500.000 | riaa.com                      |
| Vereinigtes Königreich (BPI)                                                                 | Silber1 | 2× Gold2   | 4× Platin4   | 2.960.000 | bpi.co.uk                     |
| Insgesamt                                                                                    | Silber1 | 16× Gold16 | 23× Platin23 |           |                               |